# Encarsia acaudaleyrodis
Encarsia acaudaleyrodis is een vliesvleugelig insect uit de familie Aphelinidae. De wetenschappelijke naam is voor het eerst geldig gepubliceerd in 1976 door Hayat.